# Олена Бузінова
Олена Бузінова (біл. Алена Бузінова; нар. 27 березня 1989, Вітебськ, Білоруська РСР) — білоруська футболістка, півзахисниця «Вітебська». Виступала за національну збірну Білорусі. У 2012 році закінчила ВДУ імені П. М. Машерова.

## Клубна кар'єра
Футбольну кар'єру розпочала 2003 року в вітебському «Університеті», кольори якого з перервою захищала до 2010 року.
У 2011 році приєдналася до «Бабруйчанки». У 2017 році у складі «Бабруйчанки» стала чемпіонкою Білорусі з пляжного футболу. У 2021 році в складі «Столиці» виграла Кубок з футзалу серед жінок.
З 2021 року захищає кольори «Вітебська».

## Кар'єра в збірній
Виступала за молодіжну жіночу збірну Білорусі (WU-19).
У футболці національної збірної Білорусі дебютувала 25 жовтня 2009 року в переможному (6:1) виїзному поєдинку 2-ї групи кваліфікації чемпіонату Європи проти Північної Македонії. Олена вийшла на поле в стартовому складі та відіграла увесь матч. Єдиним голом за національну команду відзначилася 28 квітня 2010 року на 81-й хвилині переможного (6:0) домашнього поєдинку 2-ї групи кваліфікації чемпіонату Європи проти Північної Македонії. Бузінова вийшла на поле в стартовому складі, а на 90-й хвилині його замінила Вікторія Крилова. У складі збірної Білорусі зіграла 9 матчів та відзначилася 1-м голом.